# Cer
Pour les articles homonymes, voir CER.
Cer (en serbe cyrillique : Цер) est un village de Bosnie-Herzégovine. Il est situé dans la municipalité de Zvornik et dans la république serbe de Bosnie. Selon les premiers résultats du recensement bosnien de 2013, il compte 461 habitants.

## Histoire
La localité a été créée en 2012 sur le territoire des villages de Kučić Kula, Čelopek et Jardan.